# Пшеница
 Тази статия е за земеделската култура.  За биологичния род вижте Пшеница (род).  
Пшеница (наричана и зимница или жито) е сборно понятие за няколко вида растения, ботанически обединени в род (Triticum), представители на семейство Житни. Пшеницата е основна зърнено-житна култура, използвана за правенето на хляб. Отглеждана е първоначално в областта на Плодородния полумесец в Близкия изток, но постепенно е разпространена по цялата Земя. Годишно с пшеница в целия свят се засяват около 220 милиона хектара (2014 г.). През 2014 година световното производство на пшеница е 729 млн. тона, което я нарежда на трето място сред зърнено-житните култури след царевицата (1,04 млрд. тона) и ориза (741 млн. тона).
Пшеницата е важен фактор за създаването на градски общества при възникването на човешките цивилизации, тъй като е една от първите високодобивни култури, способни да се култивират в голям мащаб, и се запазва при дълговременно съхранение. Пшеницата е основен източник на растителни белтъчини в човешката храна, защото съдържа повече протеини в сравнение с царевицата, ориза и другите сродни култури. Смята се, че около 70% от световното население употребява пшеничен хляб. Пшеничните кълнове са важен източник на витамини, минерални соли и белтъчини, затова се използват в много кулинарни изделия.
Зърното на пшеницата е частта от растението, която се използва за храна. След смилане на зърното се получава пшенично брашно, с което се приготвят различни видове хляб, бисквити, спагети, кус-кус и много други тестени изделия. Пшенично брашно се използва и при приготвянето на бира, някои високоалкохолни напитки и дори биогаз. Пшеница се засажда и за добив на фураж, а понякога сламата и се използва за други цели – като материал за покриване на селскостопански сгради.
Най-големи площи с пшеница се отглеждат в Индия, Китай, Русия, САЩ, Австралия, Казахстан, Канада, Пакистан, Турция, Иран, Украйна.

## История
Пшеницата е едно от първите зърнено-житни растения, култивирани от хората. Способността за самоопрашване допълнително е улеснила създаването на много сортове в различни краища на света. Археологически находки сочат, че първоначално пшеницата е отглеждана в областта на Плодородния полумесец и около делтата на река Нил. Това включва югоизточните части на Турция, Сирия, Левант, Израел и Египет. Сравнително нови изследвания сочат, че първоначалното култивиране е станало в малка област в Югоизточна Турция, като за одомашняването на еднозърнестия лимец (T. monococcum) се сочи областта около Невалъ чори, разположен на 64 км от Гьобекли тепе в Турция. Тъй като има доказателства за употребата на ечемик от хората от 23 хилядолетие пр.н.е., съществуват хипотези, че и пшеницата е била използвана за храна преди още култивирането ѝ.

### Произход на пшеницата
Генетичните анализи на диворастящия еднозърнест лимец (T. monococcum) показват, че първоначално е отглеждан в планината Караджадаа в югоизточна Турция. Датирани археологически останки от еднозърнест лимец от селища от областта, включително тези при Абу Хюреира, потвърждават дейности по култивиране на вида около планинския масив на Караджадаа. Най-ранните доказателства за култивиране на еднозърнест лимец са от Абу Хюреира, датирани посредством въглерод-14 от 7800 – 7500 г. пр.н.е. Сравнително нови генетични и археологични доказателства сочат, че двузърнестият лимец (T. dicoccum) и твърдата пшеница (T. durum) също произлизат от региона на Караджадаа в югоизточна Турция. Останки от двузърнест лимец са датирани от неолитния период около 8800 и 8400 г. пр.н.е.
Целенасоченият подбор на семена и отделянето на плевелите постепенно водят до създаването на култивирани сортове, тъй като мутантните форми, даващи определени качества, са били логичен избор за фермерите. При домашните сортове пшеница в сравнение с диворастящата зърното е по-голямо, а самите семена са по-здраво прикрепени към класовете, което от своя страна улеснява жътвата. Подборът на лесни за прибиране сортове най-вероятно не е бил съвсем съзнателен и се е получавал при събиране на реколта с желаните белези – нездраво прикрепените семена са се ронели лесно при жътвата. Независимо от причините за подбор следствието е било постепенно култивиране на дивата пшеница до различни домашни сортове. Тези одомашнени сортове дори са загубили естествените механизми за разпространение на семената, заради което не оцеляват в естествена дива среда без човешка намеса.
Култивирането на пшеница започва да се разпростира извън пределите на Плодородния полумесец след около 8000 г. пр.н.е. Следи от култивирания вид пшеница – едрозърнест лимец – са намерени в областта на Плодородния полумесец, датирани от 8500 г. пр.н.е., като по-късно видът достига Гърция, Кипър и Индия през 6500 г. пр.н.е., Египет скоро след 6000 г. пр.н.е., Германия и Испания през 5000 г. пр.н.е. Докъм 3000 г. пр.н.е. пшеницата достига Англия и Скандинавия. Хилядолетие по-късно достига и до Китай.
През бронзовата епоха с разпространението на пшеницата в Европа започва използването на пшеничната слама за застилане на покриви, като тази практика оцелява дори до късния 19 век.

## Екологични особености
Пшеницата е взискателна към почвата, нуждае се от средно до високо ниво на хумус в нея и неутрална киселинност, но въпреки това може да расте и плододава в различни почвено-климатични условия, с изключение на тропиците. Горещината не ѝ оказва влияние, освен ако не е съчетана с висока влажност. В такива условия възникват предпоставки за развитие на болести. Практически зоните на Земята са разделени на два големи „пшенични пояса“, заключени между 30 и 55° с.ш. и между 25 и 40° ю.ш. Тук годишното количество на валежите е между 300 и 1100 мм. Растежът започва при температура над 3°C и спира при надвишаващи 32°C. Жътвата обикновено започва, когато влажността в зърното падне до 13%.

## Морфологични особености
Особеност на пшеницата е, че всички части на растението са добре изразени. Стъблата са цилиндрични, кухи, разчленени на възли и междувъзлия. Възлите са плътни, листата са прости, линейни, спираловидно разположени, двуредни. Всеки лист излиза от възел и е съставен от листно влагалище и дълга стреловидна петура с теснолинейни успоредни жилки. Мястото, където петурата преминава във влагалище, се нарича езиче (лигула). Горното междувъзлие (цветонос), носи съцветие, наречено сложен клас. Състои се от средна ос и правилно разположени малки прости съцветия, наречени класчета (класовидни съцветия). Те са обвити в основата си от две люспи (класови плеви). Всяко класче на свой ред носи от две до пет цветчета, като всяко е покрито отгоре и отдолу от класовидни люспи (цветни плеви, плевици), които представляват видоизменено листо. Плевите биват долна цветна плева (външна), която е обърната към класовите плеви, и носи осила. Другата цветна плева е по-тънка и се нарича горна цветна плева (вътрешна). По-навътре в цвета се намират още две малки плеви, наречени лодикули. Те набъбват при приемане на вода и отварят цветните плеви. Така се показват тичинките и близалцето. Тичинките са три, а плодникът е с две перести близалца. Пшеницата е самоопрашващо се растение, а някои от видовете се определят и с кръстосано опрашване. След оплождане плодникът се превръща в твърд зърнен плод, който носи зародиш и ендосперм. Зърното е слабо удължено, със силно развита бразда на коремната страна и космици на горния край. От първия възел до повърхността на почвата се тръгват придатъчни корени, които усилено нарастват и образуват брадата коренова система. Корените достигат дълбочина 180 см. Създадени са нови сортове пшеница, чиито корени са по плитки и достигат едва до 50 – 80 см. Мястото на прехода между корена и стъблото се нарича коренова шийка.

## Пшеница в България
В България пшеницата е главната полска култура и се отглежда на площ между 10 и 15 милиона декара. Най-благоприятни условия за отглеждане на пшеница има в Добруджа, следвана от останалите равнинни райони на Северна България, област Бургас и т.н. Неблагоприятни са условията в планинските райони и Област Благоевград.
Най-разпространена в страната е т.нар. зимна пшеница, която се използва за производство на хлебно зърно и фураж. В Южна България и в близост до Северното Черноморие има подходящи условия за отглеждане на твърда пшеница, зърното от която е подходящо за производство на макаронени изделия, грухано зърно и др.

### Видове, култивирани в България
Пшеницата се отнася към полиморфния род Triticum на сем. Graminea/Poacea. В България се срещат следните видове пшеница:
Зимна пшеница (T. aestivum L. ). Стъбло – кухо и съставено от 3 – 7 междувъзлия, клас – безосилест или осилест, зърното – с изразена „четка“ на върха, слабо разширено към зародиша, а в зависимост от сорта може да има брашнест, полустъкловиден или стъкловиден лом. Това е най-разпространеният в България и в света вид. Отглеждат се само подбрани сортове. Основни селекционни центрове в България са Добруджанският земеделски институт в Генерал Тошево, Институтът по растителни ресурси в Садово и Институтът по земеделие в Карнобат.
Твърда пшеница (T. durum Desf. ). Произхожда от Средиземноморието. Различава се от меката пшеница видимо по осилестия клас, който е с дълги прибрани осили, а зърното е с изразен стъкловиден лом. Основните селекционни центрове на твърда пшеница в България са Институтът по памука и твърдата пшеница – Чирпан и Добруджанският земеделски институт – Генерал Тошево.
Други, но много слабо застъпени видове пшеница, са английската пшеница (T turgidum L.), еднозърнестият лимец (T. monococcum L.), двузърнестият лимец (T. dicoccum Schrank.), тимофеевата пшеница (T. timopheevii Zhuk.) и др.

## Класификация
- Зимна пшеница (Triticum aestivum)
- Triticum aethiopicum
- Triticum araraticum
- Triticum boeoticum
- Triticum carthlicum
- Triticum compactum
- Двузърнест лимец (Triticum dicoccum)
- Твърда пшеница (Triticum durum)
- Triticum ispahanicum
- Triticum karamyschevii
- Triticum militinae
- Еднозърнест лимец (Triticum monococcum)
- Triticum polonicum
- Спелта (Triticum spelta)
- Тимофеева пшеница (Triticum timopheevii)
- Triticum trunciale
- Triticum turanicum
- Английска пшеница (Triticum turgidum)
- Triticum urartu
- Triticum vavilovii
- Triticum zhukovskyi

## Болести и неприятели по пшеницата
Посевите от пшеница се поразяват от различни болести, като основните причинители са гъбички, по-рядко вируси и бактерии. Сред най-често срещаните заболявания са:
- Гъбични болести
  - Брашнеста мана по пшеницата[24]. Причинява се от Erysiphe graminis. Освен пшеницата боледуват и всички зърнено-житни култури с изключение на царевицата, ориза и просото. Разпространена е повсеместно там, където се отглеждат житни култури. Намалява добивите с 10 – 30% и влошава качеството на добитото зърно. Причинителите на заболяването се развиват през целия вегетационен период на растението. Нападат всички зелени органи, предимно листата. По повърхността на нападнатите органи се образуват мръснобели налепи, подобно на обсипани с брашно. Те нарастват, сливат се и накрая плътно покриват големи участъци, които по-късно добиват светлосив цвят.
  - Жълта ръжда. Причинява се от Puccinia striiformis. В България заболяването е ограничено и се проявява в райони с определени екологични условия. Характерна е основно за пшеницата, ечемика и ръжта. Поразява листата, листните влагалища и по-рядко стъблата.
  - Кафява (листна) ръжда[25]. Причинява се от Puccinia recondita. Условията в България са изключително благоприятни за причинителите. Признаците са появата на елипсовидни или леко удължени ръждивокафяви купчинки от уредосори. Често нарастват и покриват значителна част от листната петура, която се усуква и изсъхва. Зърното остава дребно с влошени хлебопекарни качества.
  - Черна стъблена ръжда[26]. Причинява се от Puccinia graminis. Признаците на заболяването се появяват най-често по стъблата и листните влагалища и по-рядко по останалите зелени части на растенията.
  - Вджуджаваща главня[27]. Причинява се от Tilletia controversa. Заболяването е характерно за по-високи и хладни райони. Заразените растения са със силно скъсени стъбла и остават 2 до 4 пъти по-ниски от обикновено. Класовете на някои от братята излизат само наполовина от влагалището на последния лист, а на други не се показват.
  - Обикновена (мазна, твърда) главня[28]. Причинява се от Tilletia tritici и Tilletia levis. Вторият причинител е по-рядко срещан в България. Заболяването е с малко значение за страната.
  - Праховита главня. Причинява се от Ustilago tritici. От влагалището на най-горния лист на поразеното растение излиза изцяло разрушен и превърнат в главнива маса клас. Спорите попадат в цвета на здрави растения и така поразяват зърното, в което презимуват.
  - Базично гниене. Причинява се от Fusarium culmorum.
  - Снежна плесен[29]. Причинява се от Monographella nivalis. Тя е почвен патоген, който заразява растенията още в ранна фенофаза от развитието им, като може да доведе до значителни повреди.
  - Гниене по класовете[30]. Причинява се от Gibberella zeae и Fusarium culmorum. Във фенофаза млечна или восъчна зрялост малките класове бавно избледняват. Силно нападнатите класове остават стерилни, а по-слабо нападнатите образуват набръчкани семена.
  - Ран листен пригор[31]. Причинява се от Mycosphaerella graminicola. Признаците са поява на петна по листата, които се появяват най-напред по долните листа. Постепенно се разрастват и сливат, избледняват в средата, а в краищата пожълтяват или покафеняват.
  - Хелминтоспориоза[32]. Причинява се от Cochliobolus sativus. Проявява се под формата на различни типове повреди – кафяви петна, черен зародиш или кореново гниене.
  - Гниене на основите и паразитно полягане[33]. Причинява се от Pseudocercosporella herpotrichoides. Растенията се заразяват в основата на стъблото. Тук се образуват жълто-кафяви петна с удължена елипсовидна форма и тъмен венец. Ако повредите възникнат преди фенофаза 1 – 2 възел, растението загнива и поляга.
  - Черно кореново гниене[34]. Причинява се от Gaeumannomyces graminis. Заболяването се среща и по ечемика и ръжта, но особено по пшеницата. Проявява се в масиви с леки алкални почви без сеитбообращение и при ниска агротехника. Признаците се появяват още при младите поникнали растения, които не само изостават в растежа с пожълтяващи и изсъхващи листа, но често и загиват.
- Вирусни болести
  - Жълто ечемичено вджуджаване[35]. Широко разпространено вирусно заболяване, причинявано от Barley yellow dwarf virus. Вирусът се пренася от болни върху здрави растения от няколко вида листни въшки, паразитиращи върху житните растения. В България най-разпространените преносители са Rhopalosiphon padi и Sitobion avenae. Растежът на растенията е силно потиснат (вджуджаване), проявявят се силно братене и интензивно жълто или червено оцветяване на листата.
  - Пшеничено вджуджаване. Причинява се от Wheat dwarf virus.
  - Пшеничена щрихова мозайка[36]. Вирусно заболяване, причинено от Wheat streak mosaic virus. Пренася се по механичен начин (чрез сок) и основно чрез няколко вида акари. В България най-разпространените преносители са Aceria tulipae и Aceria tossicella. Поразява основно пшеницата, но и ечемика. Проявява се с появата на дребни петна, които по-късно прерастват в надлъжни линии до върха на петурата. Болните растения придобиват хлоротичен вид. Братята на болните растения са слаби, изостанали и почти никога не достигат до фазата изкласяване.
  - Кафява праховита главня. Причинява се от Ustilago nuda.
- Бактерийни болести
  - Базална бактериоза[37]. Причинява се от Pseudomonas syringae. Признаците се проявяват в три направления: кореново и стъблено гниене; петнистост по листата, стъблото и класа; деформация на класа със стерилност или образуване на спаружено зърно.
- Пшеницата има и редица неприятели, които повреждат насажденията, или са преносители на заболявания. Сред тях са[23]:
  - Вредна житна дървеница (Eurygaster integriceps).
  - Австрийска дървеница (Eurygaster austriaca).
  - Мавърска дървеница (Eurygaster maura).
  - Остроглави дървеници от видовете Aelia acuminta и Aelia rostrata.
  - Обикновен житен бегач (Zabrus tenebrioides).
  - Голям житен бегач (Zabrus spinipes).
  - Хесенска муха (Mayetiola destructor).
  - Житна тревна муха (Opomyza florum).
  - Черна пшенична муха (Phorbia fumigata).
  - Черна пролетна пшенична муха (Phorbia haberlandti).
  - Шведски мухи – Oscinella frit и Oscinella pusilla.
  - Овесена листна въшка (Sitobion avenae).
  - Обикновена житна въшка (Schizaphis graminum).
  - Пшеничен трипс (Haplothrips tritici).
  - Житна стъблена оса (Cephus pygmaeusm).
  - Черна житна стъблена оса (Trachelus tabidus).
  - Обикновен житар (Anisoplia austriaca).
  - Обикновена житна пиявица (Lema melanopa).
  - Синя житна пиявица (Lema lichenis).
  - Обикновена сива полевка (Microtis arvalis).
  - Домашна мишка (Mus musculus).
  - Горска мишка (Apodemus sylvaticus).

## Производство
| Китай              | 136,6 |
| Индия              | 110,5 |
| Русия              | 91,5  |
| САЩ                | 49,3  |
| Австралия          | 41,2  |
| Франция            | 36,0  |
| Канада             | 31,9  |
| Пакистан           | 28,2  |
| Турция             | 22,0  |
| Украйна            | 21,6  |
| Световно           | 799   |
| Източник: ООН, FAO |       |

През 2016 г. световното производство на пшеница е 749 милиона тона. Пшеницата е основна храна в Северна Америка, Близкия Изток и други области на света. Пшеницата е по-разпространена от ориза на глобално ниво, въпреки че 47% от общото количество произведена пшеница през 2014 г. е дело на четири държави: Китай, Индия, Русия и САЩ.

## Селекция на лимец и спелта
Отнася се до културни растения, които може да се отглеждат на по-слаби и ерозирали почви в полупланински райони, неподходящи за други култури. Интересът към тях е оправдан поради увеличаване на търсенето на здравословни и екологично отглеждани продукти, както и набиращото сила движение против тютюнопушенето. Най-вероятно намаляващите тютюневи площи в България биха могли да се заемат и от тези пшеници. Вероятният добив е под 200 кг/дка зърно. Отличаването на еднозърнест от двузърнест лимец е най-сигурно чрез ДНК експертиза.
Лимецът и спелтата са с по-неустойчив клас от този на хлебната пшеница. Може да се очаква оронване на зърното при закъснение на жътвата, особено при топло и сухо време. Зърнокомбайнът само овършава, а полученото зърно е неолющено (плевисто). Според пловдивски фермер семето на лимеца е нежно и меко, не позволява олющване със стандартни машини. Отстраняването на четирислойните люспи се извършва чрез гумени валци. Олющеното семе се мели с каменна мелница при температура не по-висока от 30 градуса за запазване на полезните вещества и вкус. Смляното не се разделя на фракции, т.е. брашното е пълнозърнесто, защото остава частта с влакнините и витамините. Любителите на този тип кухня смилат олющения лимец в домашни каменни мелнички и веднага замесват сладки или хляб.
Особеното за пшеницата е, че соматичните ѝ клетки не са само диплоидни (2n). Наблюдава се геномна мутация, свързана с кратна промяна на броя на хромозомите (полиплоидия), в сравнение с диплоидния набор, характерен за вида. Зрелите гамети са хаплоидни (1n) – съдържат един основен набор хромозоми (геном), чийто брой при пшеницата е седем. В някои случаи се образуват диплоидни гамети (когато делителното вретено не разпредели сестринските хроматиди към полюсите или при две последователни репликации). При засрещане на две фертилни диплоидни гамети се образува организъм с тетраплоиден (4n) набор от хромозоми.
- T. monococcum 2n = 14 (7x2) диплоид
- T. durum 4n = 28 хромозоми (7x4) тетраплоид
- T. aestivum 6n =4 2 (7x6) хексаплоид
- T.aestivum + пирей 8n = 56 (7x8) октаплоид

През 1996 г. един от младите преподаватели във ВСИ предложи научно-популярна версия на хипотезата на Percival (1940), основана на таблицата по-долу, че хексаплоидната група е възникнала при кръстосване на представител от тетраплоидната група (T. dicoccum) и диплоид Aegilops tauschii subsp. strangulata. Резултатът от подобен експеримент е бил спелтоподобна пшеница, кръстосваща се с T. aestivum и T. spelta.
А именно, че вероятната хипотеза за възникване на хексаплоидната спелта е засрещане на хаплоидна и диплоидна гамети. Новообразуваната зигота е триплоидна (3n). При репликация с удвояване на хромозомния набор преди първото делене на зиготата се получава хексаплоиден организъм (6n). Съпътстващият репликацията кросинговър би обяснил и наличието на качествените добавки в генома. Разбира се като се отчитат и привнесените гени от растенията Aegilops, които се считат за снабдител на D-генома, носител на студоустойчивостта. Смята се, че най-рано тази хибридизация е настъпила в Близкия изток преди 9500 години, а вероятно и в Армения няколко хилядолетия по-късно.

## Галерия
- Схематично представяне
- Зряла пшеница